# 奥富县
奧富縣（英語：Ofu County）是位於美屬薩摩亞馬努阿區的一個縣。這是將之前的盧阿努縣一分為二的結果，另一個新創建的縣是奧洛塞加縣。

## 人口統計
奧福縣第一次的人口記錄始於1930年美國人口普查。它以前位於盧阿努縣境內。